# Maria Laach am Jauerling
Maria Laach am Jauerling är en ort och kommun  i Österrike. Den ligger i distriktet Krems i förbundslandet Niederösterreich, 75 km väster om huvudstaden Wien.
Kommunen består av 20 orter (Ortschaften) (inom parentes invånarantal 1 januari 2024):

- Benking (28)
- Felbring (26)
- Friedersdorf (26)
- Gießhübl (6)
- Haslarn (38)
- Hinterkogel (17)
- Hof (13)
- Kuffarn (48)
- Litzendorf (28)
- Loitzendorf (95)
- Maria Laach am Jauerling (276)
- Mitterndorf (5)
- Nonnersdorf (31)
- Oberndorf (23)
- Schlaubing (24)
- Thalham (11)
- Weinberg (20)
- Wiesmannsreith (30)
- Zeißing (96)
- Zintring (56)